# Young Guns
Young Guns är en amerikansk film från 1988 i regi av Christopher Cain.

## Handling
Året är 1878 när Billy the Kid (Estevez) flyr undan rättvisan och räddas av ranchägaren John Tunstall spelad av Terence Stamp. John Tunstall erbjuder Billy the Kid ett jobb på hans ranch, där Billy finner sig till ro och skaffar vänner. På Tunstalls ranch jobbar även ett gäng beskyddare som kallar sig för The Regulators. De skyddar John Tunstalls egendom i utbyte mot mat, husrum samt utbildning. Men John Tunstall mördas av Lawrence G. Murphy (Jack Palance). Men Murphy och hans gäng är för stora för att kunna stoppas på laglig väg, särskilt när Murphy har sheriff Brady på sin sida. När ingen vill stå upp för rättvisan så får Billy the Kid och hans gäng The Regulators chansen att i lagens namn dra Murphys män inför rätta. Så Billys gäng rider ut för att fånga in de som mördat John Tunstall. Men Billy the Kid vill ha en gammeldags rättvisa. Så istället för att ställa de inför rätta så skjuter Billy ihjäl Murphys män. Detta leder till att de även får rättvisan efter sig. En efterlysning sätts upp på Billy the Kid och hela hans gäng blir jagade av sheriffen, Murphys män samt diverse prisjägare.

## Rollista (i urval)
- Emilio Estevez - William H. Bonney
- Patrick Wayne - Pat Garrett
- Kiefer Sutherland - Josiah Gordon 'Doc' Scurlock
- Lou Diamond Phillips - Jose' Chavez y Chavez
- Charlie Sheen - Richard Brewer
- Dermot Mulroney - Dirty Steve Stephens
- Casey Siemaszko - Charley Bowdre
- Terence Stamp - John Tunstall
- Jack Palance - Lawrence G. Murphy
- Terry O'Quinn - Alex McSween
- Sharon Thomas - Susan McSween
- Geoffrey Blake - William J. McCloskey
- Alice Carter - Yen Sun
- Brian Keith - Buckshot Roberts